# Toastmasters
Toastmasters International (TI) – międzynarodowa organizacja typu non-profit, której celem jest szerzenie umiejętności komunikacji, przemawiania (ang. speaking) i przewodzenia (ang. leadership).
Organizacja wyewoluowała z pojedynczego klubu, założonego 22 października 1924 roku przez Ralpha C. Smedleya w ramach YMCA w Santa Ana w Kalifornii, wzorowanego na formule spotkań organizowanych od 1903 roku. Od czasu jej oficjalnego powołania 19 grudnia 1932 roku, przewinęły się przez nią ponad cztery miliony osób. Dziś Toastmasters International zrzesza ponad 352 000 członków w 16 400 klubach, rozlokowanych w 142 państwach.
TI jest podzielony na lokalne kluby, po około 20–30 osób, które spotykają się regularnie (zazwyczaj co tydzień) na spotkaniach trwających około półtorej godziny. Na spotkaniach wyróżnia się „gości” oraz „członków klubu (Toastmasterów)”. Na spotkania może przyjść każdy, jednak dopiero po opłaceniu składki członkowskiej otrzymuje się status „Toastmastera”, który daje prawo do wygłaszania przemówień, oceniania przemówień innych osób oraz dostęp do materiałów edukacyjnych. W trakcie każdego spotkania mają miejsce kilkuminutowe przemówienia członków, oceny przemówień oraz tzw. przemówienia improwizowane (ang. impromptu speeches).

## Historia klubu

### Początki Toastmasters
Pierwowzorem Toastmasters była seria spotkań szkoleniowych, przeprowadzonych w 1903 roku przez Raplha C. Smedleya w ramach działalności w YMCA. Jako dyrektor do spraw edukacji w placówce YMCA w Bloomington w stanie Illinois, Smedley zdał sobie sprawę z zapotrzebowania na naukę publicznego przemawiania. Zorganizował klub, którego nazwę Toastmasters, zasugerował mu generalny sekretarz YMCA, George Sutton. Na każdym spotkaniu klubu następowała rotacja obowiązków. Członkowie kolejno obejmowali role mówców i sędziów. Wygłaszane mowy oceniał przede wszystkim sam Smedley wraz z doświadczoną ekipą ewaluatorów. Do ekipy tej zapraszani byli również młodsi klubowicze w celu nauki dawania innym informacji zwrotnych. W ten sposób uczono zarówno przemawiania, jak i postaw liderskich.
W 1910 roku po objęciu przez Ralpha Smedleya posady generalnego sekretarza YMCA w Rock Island w stanie Illinois klub przeniósł się do nowej siedziby i szybko rozrósł się do 75 członków (oddział w Bloomington przetrwał jeszcze rok). Gdy Smedley opuścił Rock Island, klub zniknął razem z nim. Kolejny krótki epizod w historii Toastmasters to trzyletnia działalność klubu (1919–1922) w San Jose w Kalifornii zakończona przeprowadzką Smedleya do Santa Ana.

### Lata 1924–1927
W 1924 roku Ralph Smedley powołał w Santa Ana w stanie Kalifornia nowy klub Toastmasters, nazwany „Klubem nr 1” (ang. Club No. 1), działający pod skrzydłami YMCA. Pierwsze spotkanie przeprowadzono 22 października. Jesienią 1925 roku J. Clark Chamberlain odwiedził Santa Ana i dwa miesiące później założył drugi oddział Toastmasters w Anaheim. Idea klubu szybko zaadaptowała się w Los Angeles, Long Beach oraz innych miastach południowej Kalifornii. Reprezentanci poszczególnych klubów postanowili wówczas powołać wspólną organizację.

### Powołanie Toastmasters International
Nowa organizacja potrzebowała nazwy. Z racji, że jej działalność sięgnęła już kanadyjskiego miasta Kolumbia Brytyjska, postanowiono o wyborze Toastmasters International. W 1930 roku nastąpiło zrzeszenie 30 klubów, organizacja otrzymała swój oficjalny status 19 grudnia 1932 roku Ralph Smedley objął w niej funkcję sekretarza i edytora materiałów szkoleniowych (wcześniej przygotował podręcznik zawierający 10 lekcji publicznego przemawiania).
W 1941 roku Smedley zrezygnował z działalności w YMCA, aby poświęcić więcej czasu na Toastmasters International. W czasie II wojny światowej zarządzał organizacją ze swojego małego biura w Santa Ana. Po wojnie zastąpił go nowy sekretarz, Ted Blanding. Raplh Smedley do końca życia pozostał prezesem ds. edukacji i stałym członkiem zarządu.

### Toastmasters po śmierci Ralpha Smedleya
Ralph Smedley zmarł w 1965 roku. Dziesięć lat później prezesem został Terrence McCann, olimpijski zapaśnik, pełniący swoją funkcję aż do emerytury w 2001 roku. Kolejni prezesi to Donna Groh (2001–2008) oraz Dan Rex (od 2008 r. do dziś).
W 1990 roku organizacja stała się zbyt duża dla swojej siedziby w Santa Ana, zadecydowano wówczas o przeprowadzce do Rancho Santa Margarita w stanie Kalifornia.

## Toastmasters w Polsce
Pierwszy polski klub Toastmasters powstał w Warszawie w 1994 roku. Kolejny założono w 2004 roku w Szczecinie. W ciągu następnych dziesięciu lat powołano także kluby w Białymstoku, Bydgoszczy, Bielsku-Białej, Częstochowie, Gdańsku, Grudziądzu, Katowicach, Kielcach, Krakowie, Lublinie, Łodzi, Olsztynie, Poznaniu, Rzeszowie, Toruniu oraz Wrocławiu i Pile. Aktualnie w Polsce istnieje ponad 60 klubów, wśród nich zarówno polskojęzyczne, jak i angielskojęzyczne oraz kilka klubów niemieckojęzycznych.

## Inne podobne organizacje
W Polsce działają Kluby Ludzi Sukcesu im. Małego Tadzia, wzorowane na formule Toastmasters. Spotkania odbywały się w języku polskim. Pierwszy z klubów powstał w Łodzi w 1992 roku, założył go Tadeusz Niwiński.